# Ярошенко Костянтин Юрійович
Костянти́н Ю́рійович Яроше́нко (нар. 12 вересня 1986, Ворошиловград, УРСР, СРСР) — український футболіст, півзахисник ісландського клубу «Троттур». Грав за молодіжну збірну України.

## Життєпис

### Клубна кар'єра
У ДЮФЛ виступав за луганську «Зорю» та донецький «Шахтар».
25 серпня 2002 року дебютував у професійному футболі за «Шахтар-3» в матчі Другої ліги проти димитровського клубу «Угольок» (0:0). Усього за третю команду «гірників» провів 14 матчів у чемпіонаті й забив один гол. Улітку 2003 року з основною командою відправився на Меморіал Лобановського, де навіть забив гол у фіналі, проте закріпитися в основній команді не зумів і з 2003 по 2005 рік виступав за «Шахтар-2» в Першій лізі.
2005 року був відданий в оренду в харківський «Металіст». У Вищій лізі дебютував 3 квітня 2005 року в матчі проти ужгородського «Закарпаття» (0:0).
Із 2006 по 2007 рік виступав за київський «Арсенал» на правах оренди, у команду його запросив Олександр Заваров.
Першу половину сезону 2007/08 провів на правах оренди в одеському «Чорноморці», проте закріпитися у складі «моряків» не зміг і в січні 2008 року був відданий в оренду в маріупольський «Іллічівець», де провів весь рік, допомігши команді виграти Першу лігу й вийти до еліти.

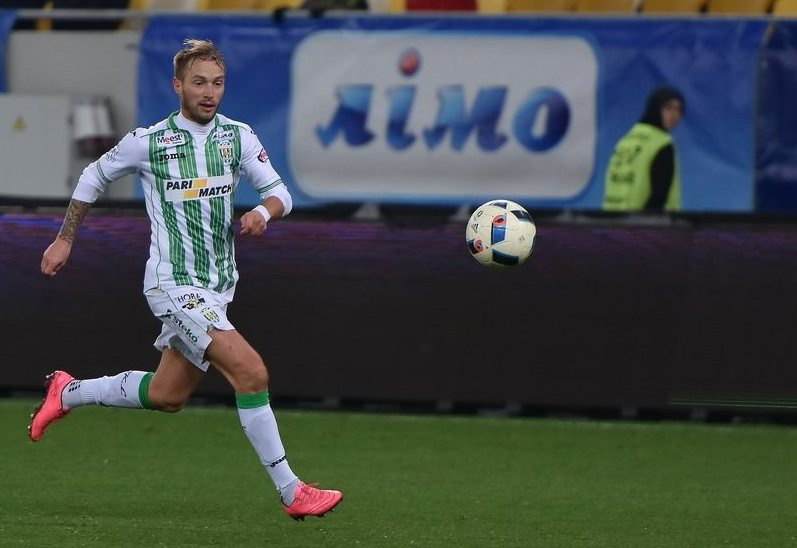
Костянтин Ярошенко під час виступів за «Карпати». 16 жовтня 2016 року.

У грудні 2008 року був відданий в оренду полтавській «Ворсклі» до кінця сезону.
Улітку 2009 року Ярошенко знову був відданий в оренду «Іллічівцю», де провів чотири сезони, стабільно граючи в основному складі.
20 червня 2013 року Костянтин уклав трирічний контракт із новачком Прем'єр-ліги «Севастополем». У складі кримських «моряків» був основним гравцем команди, зігравши у 21 матчі чемпіонату, у яких забив 2 голи.
Улітку 2014 року, після того як «Севастополь» через анексію Криму Росією припинив існування, Ярошенко на правах вільного агента перейшов у російський «Урал».
31 серпня 2016 року приєднався до польського клубу «Арка», але зрештою вже на початку вересня того ж року залишив команду.
15 вересня 2016 року офіційно став гравцем львівських «Карпат», але вже у грудні того ж року за обопільною згодою залишив команду і другу половину сезону провів в «Іллічівці».
У серпні 2017 уклав контракт з фінським клубом КПВ, який виступав у другому за силою дивізіоні чемпіонату Фінляндії.
10 липня 2019 року Ярошенко підписав контракт з одеським «Чорноморцем». 12 грудня 2019 року «Чорноморець» розірвав контракт з футболістом.

### Кар'єра у збірній
Із 2001 року виступав за юнацькі збірні України різних віків. Протягом 2006—2008 років був гравцем молодіжної збірної України.

## Досягнення
- Переможець Першої ліги України: 2007/08
- У списку 33 найкращих футболістів: 2006 (правий півзахисник № 2)